# Kanton La Teste-de-Buch
Kanton La Teste-de-Buch (fr. Canton de La Teste-de-Buch) je francouzský kanton v departementu Gironde v regionu Akvitánie. Tvoří ho tři obce.

## Obce kantonu
- Gujan-Mestras
- Le Teich
- La Teste-de-Buch